# Clinocera usambarica
Clinocera usambarica är en tvåvingeart som beskrevs av Wagner och Andersen 1995. Clinocera usambarica ingår i släktet Clinocera och familjen dansflugor.
Artens utbredningsområde är Tanzania. Inga underarter finns listade i Catalogue of Life.